# SC Tasmania 1900 Berlin
SC Tasmania 1900 Berlin was een Duitse voetbalclub uit het Berlijnse stadsdeel Neukölln. De club ging failliet in 1973, de officieuze opvolger van de club is SV Tasmania Berlin.

## Geschiedenis

### Naamswijzigingen
| Clubnamen |
| --- |
| - 1900–1907: Rixdorfer TuFC Tasmania 1900 - 1907–1912: Rixdorfer FC Tasmania 1900 - 1912–1945: Neuköllner SC Tasmania - 1946–1948: SG Neukölln-Mitte - 1949–1973: SC Tasmania 1900 Berlin |

### Vroege geschiedenis
De club werd op 2 juni 1900 gesticht als Rixdorfer TuFC Tasmania 1900. De club wijzigde in 1907 de naam in FC Tasmania Rixdorf. Tasmania sloot zich aan bij de Markse voetbalbond, na de Berlijnse voetbalbond de grootste voetbalbond in Berlijn. In 1908/09 speelde de club voor het eerst in de hoogste klasse en werd meteen kampioen. De club mocht ook naar de nationale eindronde, waar ze met 4:2 verloren van Altonaer FC 1893. Ook het volgende seizoen werd de club kampioen en ging naar de eindronde. Tasmania won in de voorronde met 5:1 van Prussia-Samland Königsberg en verloor dan in de eerste ronde met 6:0 van FV Holstein Kiel.
In 1910/11 eindigde de club samen met BSV Norden-Nordwest eerste waardoor er een beslisende wedstrijd kwam tussen de teams. Tasmania won met 4:1 en werd voor de derde keer op rij kampioen. In de eindronde zorgde Karlsruher FV echter voor een vroege uitschakeling met een 5:0 zege.
Onder druk van de DFB fuseerde de Markse voetbalbond met de Berlijnse tot de nieuwe grote Brandenburgse voetbalbond. Met de concurrentie van de grote Berlijnse clubs zoals BTuFC Britannia, BTuFC Viktoria en BFC Preußen 1894 eindigde de club slechts vierde in groep B.
In 1912 werd de naam Rixdorf gewijzigd in Neukölln waarop ook de clubnaam wijzigde, er werd nu gespeeld als Neuköllner SC Tasmania 1900. In het tweede seizoen van de Brandenburgse competitie degradeerde de club. In 1921 promoveerde de club terug maar kon het behoud niet verzekeren. Na een nieuwe promotie in 1925 werd de club samen met Schöneberger FC Kickers 1900 tweede. Nadat de club twee jaar flirtte met de degradatie volgde deze in 1928/29. Na één seizoen keerde de club terug, maar kon ook dan het behoud niet verzekeren.
In 1933 werd de Gauliga Berlin-Brandenburg ingevoerd als nieuwe hoogste klasse. Het duurde tot 1940 vooraleer de club hiernaar kon promoveren, maar ook nu werd de club na één seizoen weer naar het vagevuur verwezen, in augustus van 1940 had SC Attila Berlin zich bij de club aangesloten. Reeds in 1942 maakte Tasmania opnieuw haar opwachting in de Gauliga en eindigde nu in de middenmoot tot aan het einde van WOII

### Naoorlogse geschiedenis
Na de oorlog werden alle Duitse sportorganisaties ontbonden. In Berlijn kwam per stadsdeel een nieuwe club. De spelers van Tasmania gingen voor SG Neukölln-Mitte spelen. De club speelde in de Berliner Stadtliga, maar degradeerde na één seizoen. In 1949 promoveerde de club weer, intussen werd de naam SC Tasmania 1900 Berlin aangenomen. In 1951/52 degradeerde de club. Na drie seizoenen keerde de club terug en de resultaten werden elk jaar beter tot een titel volgde in 1958/59. Voor het eerst sinds 1911 ging de club naar de nationale eindronde. In een groep met Kickers Offenbach, Hamburger SV en SC Westfalia 04 Herne werd de club laatste. Het volgende seizoen werd de titel verlengd. In de eindronde zat de club in een groep met 1. FC Köln, Werder Bremen en FK Pirmasens en werd nu derde. Nadat Hertha BSC een jaar de titel pakte werd de club in 1961/62 opnieuw kampioen. In de eindronde zat de club in een groep met 1. FC Nürnberg, FC Schalke 04 en Borussia VfB Neunkirchen en werd nu samen met Schalke tweede achter Nürnberg.
Het volgende seizoen werd Hertha overtuigend kampioen. Hierna werd de Bundesliga ingevoerd als hoogste klasse. Omdat de Berlijnse competitie als de minst sterke werd beschouwd mocht enkel kampioen Hertha naar de Bundesliga. De andere clubs gingen naar de nieuwe Regionalliga, die nu de tweede klasse werd. Tasmania werd meteen kampioen in 1963/64 maar moest in de eindronde de promotie aan Borussia Neunkirchen laten, dat er ook voor zorgde dat FC Bayern München nog niet kon promoveren naar de competitie waar het later de baas zou worden.
In 1965 moest Hertha BSC gedwongen degraderen na onregelmatigheden in het betalen van de spelerssalarissen. De voetbalbond wilde een club uit Berlijn in eerste hebben om politieke redenen, dit leidde tot een van de meest bizarre verhalen uit de Bundesligageschiedenis. Zowel Karlsruher SC als FC Schalke 04 probeerden beslag te leggen op de vrijgekomen plaats van Hertha om zo niet te degraderen. Er werd beslist dat geen enkel team moest degraderen en de competitie van 16 naar 18 teams uit te breiden.
De winnaar van de Regionalliga Berlin, Tennis Borussia Berlin slaagde er niet in te promoveren en Bayern München en Borussia Mönchengladbach promoveerden. Spandauer SV die 2de was in de competitie kreeg de promotie aangeboden maar weigerde die waardoor de 3de in de stand Tasmania de plaats innam om Berlijn te vertegenwoordigen, dit alles 2 weken voor de start van de competitie.
De club was echter te zwak voor de Bundesliga, hoewel de club begon met een 2:0 overwinning tegen Karlsruher SC zou het de allerslechtste prestatie van een team ooit worden in de Bundesliga met 34 wedstrijden. Ze wonnen slechts 2 wedstrijden, scoorden 15 maal en kregen 108 goals tegen. Tasmania eindigde laatste met 8 punten. Het enige team dat de club niet kon verslaan was 1. FC Kaiserslautern dat 2 keer gelijk speelde.
In de Regionalliga speelde de club ook vooraan mee. Na een tweede plaats achter FC Hertha 03 Zehlendorf in 1968/69 nam de club nog deel aan de eindronde om promotie, maar werd slechts vierde op vijf clubs. Twee jaar later werd de club met 10 punten voorsprong op SC Wacker 04 Berlin kampioen, maar kon ook nu geen promotie meer behalen. Het volgend seizoen moest de club de titel aan Wacker laten, maar mocht wel naar de eindronde waar ze gedeeld laatste werden met FC Bayern Hof. In 1972/73 werd de club nog derde, maar intussen leed de club aan zware financiële problemen. In juli van dat jaar ging Tasmania failliet.
Een half jaar voor het faillissement werd jeugd- en amateurspelers van de club SV Tasmania 73 Neukölln opgericht. Echter is deze club niet de wettelijke opvolger van de club en kan ze geen beroep doen op het verleden van Tasmania 1900. De club maakte al snel furore en speelde van 1981 tot 1991 in de Oberliga Berlin (derde klasse). In december 2000 nam deze club de naam SV Tasmania 73 Gropiusstadt aan en in 2011 werd de naam dan in SV Tasmania Berlin veranderd om toch terug aan te knopen bij de wortels van de teloor gegane club.

## Erelijst
Kampioen Markse voetbalbond
1909, 1910, 1911
Berliner Stadtliga
1959, 1960, 1962

## Records
Het ene seizoen in de Bundesliga leverde de club in negatieve zin enkele records op.
- 49ste en laatste in de Bundesliga all-time table.
- Minste gewonnen wedstrijden in een seizoen (2)
- Meeste verliezen in een seizoen (28)
- Enige Bundesligateam zonder uitoverwinning
- Langste periode zonder overwinning, 31 wedstrijden (14 augustus 1965 – 21 mei 1966)
- Meeste thuisnederlagen (12)
- Meeste opeenvolgende thuisnederlagen, 8 (28 augustus 1965 – 8 december 1965), gelijk met Hansa Rostock sinds 2004–2005.
- Meeste opeenvolgende thuismatchen zonder overwinning, 15 (24 augustus 1965 – 21 mei 1966)
- Meeste opeenvolgende nederlagen, 10. Gelijk met Arminia Bielefeld in 1999–2000, tijdens de tiende wedstrijd scandeerden de fans Tasmania Bielefeld.
- Slechtste aantal doelpunten voor en tegen: 15-108
- Minste aantal goals voor de topschutter van het team, 4 van Wulf-Ingo Usbeck.
- Grootste thuisnederlaag 0-9 tegen Meidericher SV (26 maart 1966), dit record werd bijna geëvenaard door SSV Ulm 1846 toen ze met 1-9 verloren tegen Bayer 04 Leverkusen, Leandro Fonseca scoorde in de blessuretijd nog een goal voor Ulm.
- Tot 1993 langste aantal minuten zonder goal, 831 minuten (2 oktober 1965 – 1 december 1965), later door 1. FC Saarbrücken en 1. FC Köln verbeterd.
- Minst aantal toeschouwers tijdens een Bundesliga-wedstrijd:827 (15 januari 1966 tegen Borussia Mönchengladbach), bij de eerste wedstrijd waren er 81.500 toeschouwers, bij de tweede 70.000.

## Tasmania in Europa
#R = #ronde, T/U = Thuis/Uit, W = Wedstrijd, PUC = punten UEFA coëfficiënten .
Uitslagen vanuit gezichtspunt SC Tasmania 1900 Berlin
| Seizoen | Competitie | Ronde | Land               | Club       | Totaalscore | 1e W    | 2e W    | PUC |
| ------- | ---------- | ----- | ------------------ | ---------- | ----------- | ------- | ------- | --- |
| 1962/63 | JB         | 1R    | Vlag van Nederland | Utrecht XI | 3-5         | 2-3 (U) | 1-2 (T) | 0.0 |

Zie ook: Deelnemers UEFA-toernooien Duitsland